# Sunrise (Alaska)
Sunrise es un lugar designado por el censo ubicado en el borough de Península de Kenai en el estado estadounidense de Alaska. En el año 2000 tenía una población de 18 habitantes y una densidad poblacional de 0,5 personas por km².

## Geografía
Sunrise se encuentra ubicada en las coordenadas 60°53′8″N 149°25′28″O / 60.88556, -149.42444.

## Demografía
Según la Oficina del Censo en 2000 los ingresos medios por hogar en el lugar designado por el censo eran de $56.250, y los ingresos medios por familia eran $0. Los hombres tenían unos ingresos medios de $56.250 frente a los $0 para las mujeres. La renta per cápita para el lugar designado por el censo era de $56.000. Ninguna persona de la población estaba por debajo del umbral de pobreza.